# Robin Irvine
Robin Irvine (21 de diciembre de 1901 – 28 de abril de 1933) fue un actor cinematográfico de nacionalidad británica, nacido en Londres, Inglaterra. 

## Selección de su filmografía
- The Secret Kingdom (1925)
- Downhill (1927)
- Land of Hope and Glory (1927)
- Confetti (1928)
- Easy Virtue (1928)
- The Rising Generation (1928)
- Keepers of Youth (1931)